# Parlamentswahl in Turkmenistan 2008

Logo der Demokratischen Partei Turkmenistans, die auch die Parlamentswahl 2008 dominierte

Die Parlamentswahl in Turkmenistan 2008 fand am 14. Dezember 2008 statt. Die Parlamentswahl im Jahr 2008 war die erste Parlamentswahl nach dem Tod des langjährigen Präsidenten Turkmenistans, Saparmyrat Nyýazow.

## Wahlsystem
Mit der Einführung einer neuen Verfassung im August 2008 änderte sich das politische System Turkmenistans einschneidend. Statt eines Zweikammersystems, bestehend aus dem Volksrat mit mehr als 2.000 Abgeordneten und der Versammlung von Turkmenistan mit 50 Abgeordneten, wurde in Turkmenistan nun ein Einkammersystem eingeführt. Dabei wurde der Volksrat gänzlich abgeschafft und die Versammlung von Turkmenistan auf 125 Abgeordnete vergrößert. Diese werden in einer Mehrheitswahl in landesweit 125 Wahlbezirken gewählt. Um ein Mandat in der Versammlung von Turkmenistan zu gewinnen, ist dabei eine absolute Mehrheit der abgegebenen Stimmen nötig. Wird diese im ersten Wahlgang von keinem der Kandidaten erreicht, ist eine Stichwahl zwischen den beiden erfolgreichsten Kandidaten des ersten Wahlgangs vorgesehen.
Auch hinsichtlich der Registrierung von Parteien und Kandidaten ergaben sich durch die neue Verfassung einige formale Veränderungen. So schrieb die Verfassung von 2008 die Zulassung eines Mehrparteiensystems in Turkmenistan vor, das bislang nur die Demokratische Partei Turkmenistans als einzige Politische Partei kannte. Außerdem bestand nach der Verfassung die Möglichkeit, dass Wählergruppen einen gemeinsamen Kandidaten vorschlagen und dieser als unabhängiger Kandidat kandidieren darf. Diese vorsichtigen Anzeichen einer Demokratisierung des bislang autoritär regierten Turkmenistan fanden im Ablauf der Wahl keine politische Fortsetzung.

## Hintergrund
Am 21. Dezember 2006 starb der langjährige Präsident Saparmyrat Nyýazow, der im Zentrum eines ausufernden Personenkults stand, und hinterließ zahlreiche Herausforderungen für die Zukunft Turkmenistans. Im Ringen um die Nachfolge im Amt des Präsidenten konnte sich Gurbanguly Berdimuhamedow durchsetzen und seinen Machtanspruch durch die Präsidentschaftswahl in Turkmenistan 2007 legitimieren. Berdimuhamedow grenzte sich in Teilen vom politischen Kurs seines Vorgängers ab. Er schränkte den Personenkult um Nyýazow ein, nahm politische und wirtschaftliche Reformen, unter anderem durch die Ausarbeitung einer neuen Verfassung, vor und bemühte sich um eine vorsichtige Öffnung des Landes, um für ausländische Investoren attraktiver zu werden. Ein Schritt dieser Öffnung war die Zusammenarbeit mit der Organisation für Sicherheit und Zusammenarbeit in Europa (OSZE), die im Vorfeld der Wahl eine Bedarfsermittlungsmission und am Wahltag ein Expertenteam nach Turkmenistan entsandte. Nach der Parlamentswahl in Turkmenistan 2004 wäre die fünfjährige Legislaturperiode nominell erst im Jahr 2009 abgelaufen, auf Grund der Reformen im Zuge der Einführung der neuen Verfassung wurde aber eine frühere Parlamentswahl beschlossen.

## Kandidaten und Parteien
Die Einrichtung eines Mehrparteiensystems blieb eine formale Randnotiz in der neuen Verfassung Turkmenistans. Die Registrierungsfrist am 14. November 2008 verstrich ohne die Registrierung einer weiteren Partei, sodass erneut nur die Demokratische Partei Turkmenistans unter Führung des Präsidenten zur Wahl antrat. Die Möglichkeit der Nominierung von unabhängigen Kandidaten wurde im Vorfeld der Wahl vielfach genutzt. Jeder unabhängige Kandidat wurde im Anschluss an seine Nominierung von den turkmenischen Wahlbehörden geprüft und musste von diesen regierungstreuen Behörden zur Wahl zugelassen werden. Nach Abschluss des Registrierungsprozess ergab sich ein 288-köpfiges Kandidatenfeld, das zu einem Großteil aus Kandidaten der Demokratischen Partei und zu einem kleinen Teil aus unabhängigen Kandidaten, die aber ebenfalls den Kurs des Präsidenten unterstützen, bestand. Diese Konstellation und die Einschränkungen der Versammlungsfreiheit und der Meinungsfreiheit machten einen kontroversen Wahlkampf unmöglich. Bis auf vereinzelte Veranstaltungen seitens der Demokratischen Partei fand kein sichtbarer Wahlkampf statt.

## Ergebnis
Am 22. Dezember 2008 veröffentlichten die turkmenischen Behörden eine Liste von 123 Abgeordneten des neuen turkmenischen Parlaments. Deren Parteizugehörigkeit wurde dabei nicht angegeben, es zogen jedoch zahlreiche hohe Funktionäre der Demokratischen Partei in das neu gewählte Parlament ein. In einem Wahlbezirk wurde am 28. Dezember eine Stichwahl abgehalten, in einem anderen Wahlbezirk musste der gewählte Kandidat von seinem Mandat zurücktreten, sodass am 8. Februar 2009 eine zweite Wahl in diesem Wahlbezirk stattfand. Die offizielle Wahlbeteiligung im ersten Wahlgang wurde mit 93,87 % angegeben. Auch wenn im Nachgang der Wahl nicht bekannt wurde, wie groß der Anteil der Abgeordneten im Parlament, die offiziell der Demokratischen Partei Turkmenistans angehören, ist, war doch eindeutig, dass Präsident Berdimuhamedow nach der Wahl auf den bedingungslosen Rückhalt des Parlaments setzen konnte.

## Bewertung
Die Wahl stieß auf ein geteiltes Echo. Präsident Berdimuhamedow bezeichnete die neue Verfassung Turkmenistans und die Parlamentswahl 2008 als Fortschritte in der Demokratisierung Turkmenistans, auch die Beobachter der Gemeinschaft Unabhängiger Staaten lobten die Wahl als kompetitiv und transparent. Turkmenische Oppositionelle, die auf Grund Politischer Verfolgung in Turkmenistan meist aus dem Exil tätig sind, äußerten sich kaum zu der Wahl, da sie diese als Täuschung abtaten. Die Beobachter der OSZE kritisierten die mangelnde Umsetzung der in der Verfassung festgeschriebenen Reformen und Ziele und die dominante Rolle der Demokratischen Partei durch die Unterdrückung jeglicher Opposition, die eine pluralistische politische Debatte unmöglich machte. Am Wahltag selbst wurde das kleine Expertenteam der OSZE an der Beobachtung des Wahlgeschehens gehindert und verzichtete daher auf einen Abschlussbericht zu der Wahl. Vor allem die offiziellen Angaben zur Wahlbeteiligung, die mit knapp 94 % sehr hoch ausfiel, wurden von Beobachtern angezweifelt. Berichte von leeren Wahllokalen und nur vereinzelt unterzeichneten Wählerlisten schürten Zweifel an den Angaben der Regierung.